# Vilhelm Gelotte
Vilhelm Gelotte, född 20 november 1859 i Älvkarleby församling, Uppsala län, död 21 december 1950 i Medora, Skutskär, var en svensk sågverksförman och spelman.
Vilhelm Gelotte var son till hammarsmeden Carl Gustaf Gelotte. Familjen var av vallonsläkt. Redan som tioåring började han anlitas som bröllopsspelman, blev trumslagare vid Hälsinge regemente och senare klarinettist vid Göta livgardes musikkår. Åren 1878–1879 studerade han vid Musikaliska akademien. Gelotte kom senare att bli sågverksarbetare vid Skutskärs sågverk, där han kom att avancera till förman. Han var även ledare för sågverkets musikkår. Gelotte förde vidare den norduppländska och gästrikländska folkmusiktraditionen och komponerade även själv flera låtar i samma tradition, bland annat flera valser.